# Ландскруна
Ландскруна (на шведски: Landskrona) е град в южна Швеция, лен Сконе. Главен административен център на едноименната община Ландскруна. Разположен е на брега на пролива Йоресун. Намира се на 573 km на югозапад от столицата Стокхолм и на 43 km на северозапад от Малмьо. Един чудесен град намиращ се между Lund и Helsingborg. Получава статут на град на през 1413 г. Но през последните години това става спорно, когато датски архивар намира диплома от 1405 година, където има място с името "Landzcrone". Но е факт, че през лятото на 2014 година градчето празнува 600 години. Има крайна жп гара и пристанище. Населението на града е 30 499 жители според данни от преброяването през 2010 г.

## История
Ландскруна, разположена в удобен за кораби залив, изиграва важна роля в историята на Швеция и Дания. Градът поддържа сваления датски крал Кристиан II и се противопоставя на датската Реформация през 1535 г. Крал Кристиан III построява в Ландскруна замък за отбраната на залива, като строителството е завършено през 1560 г.
През 1656 г. Ландскруна и покрайнините ѝ преминават към Швеция. Градът е удобно и добре защитено пристанище и се планира да се превърне в голям търговски център. Замъкът е укрепен с нови бастиони, площта в пределите на рововете достига 400x400 m, замъкът е определен за най-мощния и съвременен в Скандинавия. В резултат на обсада (8 юли – 2 август 1676 г.) градът отново е овладян от датчаните.
След това значението на Ландскруна намалява. По време на продължителните шведско-датски войни, морска база на шведите става Карлскруна, по-отдалечена от бреговете на Дания. Функциите на търговски център преминават към Малмьо, въпреки отсъствието на удобен пристан (до края на 18 век). Градските укрепления на Ландскруна са разширени в периода 1747 – 1788 г.

## Спорт
Представителният футболен отбор на града се казва Ландскруна БоИС. Дългогодишен участник е в Шведската лига Суперетан.

## Личности
- Селма Лагерльоф – писателка, лауреат на Нобелова награда за литература (1909 г.). В Ландскруна е работила като учителка в девическо училище (в периода 1885 – 1895 г.). На нейно име е кръстена една от улиците на града.
- Алвар Гулстранд – офталмолог, лауреат на Нобелова награда за физиология или медицина (1911 г.).

## Побратимени градове
- Котка, Финландия